# Дзвинів
Дзвинів (пол. Zwinin) — гірський хребет довжиною близько 10 кілометрів і висотою до 1107 метрів. Розташований у південно-західній частині Стрийсько-Сянської верховини, в межах Стрийського району Львівської області. Простягається з північного заходу на південний схід. Хребет має асиметричну будову – північно-східні схили крутіші (до 20° і більше), південно-західні похилі (15–18°). Сформувався на видовженій антиклінальній складці побудованій менілітовими і кросненськими відкладами.

## Історія

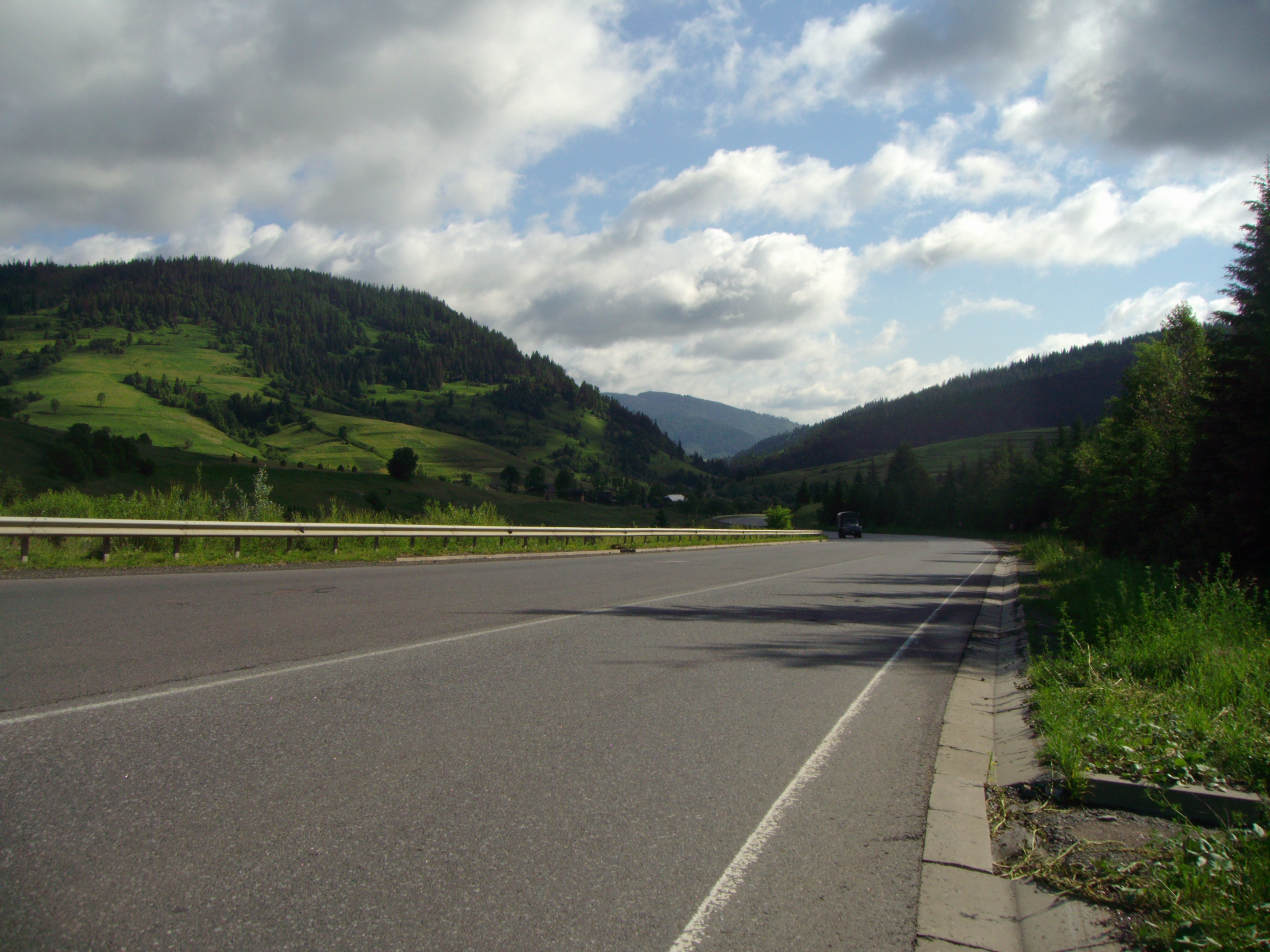
Дзвинів (ліворуч) та Острий (праворуч від перевальної дороги на Сколе)

Взимку та навесні 1915 року ці місцевості стали ареною запеклих боїв між австро-німецькими та російськими військами. На початку 1915 року горою Острий та хребтом Дзвинів володіли війська російської імператорської армії. Впродовж двох місяців австрійці спільно з німцями намагалися заволодіти стратегічно важливими гірськими вершинами, адже між горою Острий та вершиною хребта Дзвинів прямувала єдина дорога зі Львова до Мукачева. Лише у квітні місяці німцям вдалось отримати ряд тактичних перемог.
9 квітня 41-й та 43-й піхотні полки австро-угорської 1-ї піхотної дивізії генерала Ріхарда фон Конта потужним штурмом зігнали 16-й та 1-й Фінляндські полки російської армії з добре укріплених позицій ключової «висоти 943» з північної сторони хребта Дзвинів, а 3-й гренадерський полк «Король Фрідріх Вільгельм I» заволодів другою по висоті вершиною хребта Дзвинів, завдавши важких втрат 237-му Гайворонському піхотному полку російської імператорської армії. 24 квітня, через два тижні після захоплення хребта Дзвинів, німецькі війська у складі 1-го батальйону 1-го гренадерського полку і 3-го батальйону 41-го піхотного полку 1-ї піхотної дивізії, підсилені австро-угорськими підрозділами корпусу Гофмана та артилерією, штурмували та захопили гору Острий.
Через десяток років на вершині хребта Дзвинів в пам'ять про тисячі загиблих зведено кам'яний насип та встановлено пам'ятну інформаційну таблицю. У період окупації України радянською владою насип було зруйновано.